# ZUZU
『ZUZU』（ズズ）は、1970年9月1日に発表された安井かずみのオリジナルアルバムである。
サブタイトルは『安井かずみのえるぴい』。オリジナルレコード（LP盤）規格品番：MR-3129。

## 解説
安井かずみ自身が歌唱し録音した、唯一の音楽アルバムである（翌1971年発表のアルバムは詩の朗読）。
村井邦彦、かまやつひろし、沢田研二、日野皓正ら12人の友人、ミュージシャンが彼女に曲を捧げた作品である。
1999年1月25日、ダブリューイーエー・ジャパンよりCD化され発売。
2004年6月20日、ブリッジより、リマスタリングの上、再発。（規格品番：BRIDGE-019）
2014年3月19日、ウルトラ・ヴァイヴより、リマスタリングの上、再々発。（規格品番：CDSOL-1559）
本作収録の音源は、他に『SOFTROCK DRIVIN' * スノー・ドルフィン・サンバ』（2007年4月11日、規格品番：UICZ-8022）にて聴くことができる。

## 収録曲
作詞は全て、安井かずみ本人自身によるもの。
side:A
1. わるいくせ
  - 作曲：村井邦彦／編曲：クニ河内
2. 過ぎゆく日々
  - 作曲：加瀬邦彦／編曲：クニ河内
3. その時では遅すぎる
  - 作曲：マモル・マヌー／編曲：クニ河内
4. 見知らぬ人
  - 作曲：西郷輝彦／編曲：川口真
5. 愛の時
  - 作曲：鈴木邦彦／編曲：クニ河内
6. プール・コワ
  - 作曲：かまやつひろし／編曲：井上孝之

side:B
1. あたしには何もない
  - 作曲：平尾昌晃／編曲：小谷充
2. ピアフラの戦い
  - 作曲：沢田研二／編曲：川口真
3. 今日までのこと
  - 作曲：なかにし礼／編曲：川口真
4. 追憶のスペイン
  - 作曲：布施明／編曲：川口真
5. 九月の終り
  - 作曲：石坂浩二／編曲：クニ河内
6. 風の方角
  - 作曲：日野皓正／編曲：川口真

## 演奏者
- 安井かずみ - 歌
- ニュー・ポップス・オーケストラ - 演奏

## その他
- 斉藤亢 - 写真撮影